# Kim Kong
Kim Kong és una sèrie de televisió francesa creada per Simon Jablonka i Alexis Le Sec, dirigida per Stephen Cafiero i difosa el 14 de setembre de 2017 per Arte. Consisteix en una mini-sèrie de tres episodis (45, 51 i 46 minuts) que s'inspira en el rapte de Shin Sang-ok i Choi Eun-hee per part de Corea del Nord l'any 1978.

## Sinopsi
Mathieu Stannis és un director francès de pel·lícules comercials d'acció, desil·lusionat amb el seu treball. Segrestat, es desperta en un país asiàtic, on els seus raptors li anuncien que realitzarà un pel·lícula concebuda pel governant local, afeccionat al cinema. Aquest últim, dèspota comunista assimilat al dirigent nord-coreà Kim Jong-un, ha escrit una nova versió de King Kong a la glòria del seu règim. En aquesta, el guió planteja com els president estatunidenc Donald Trump fa transportar el goril·la als Estats Units amb l'objectiu d'ensinistrar-lo perquè ataqui a Corea del Nord. Finalment, el pla del dirigent americà fracassa perquè l'animal s'adona que els bons són, precisament, aquells a qui ha d'atacar.
Havent de compondre amb el guió caricaturesc del governant, els mitjans tècnics limitats i un equip poc qualificat, el director francès aconsegueix a poc a poc el seu lloc. Estableix vincles amb els membres del seu equip, dels quals revela els talents ocults i acaba per complaure's en aquesta situació restringida, però que li porta una llicència artística sense precedents.

## Repartiment
| Intèrpret        | Personatge      |
| ---------------- | --------------- |
| Jonathan Lambert | Mathieu Stannis |
| Audrey Giacomini | Yu Yu           |
| Frédéric Chau    | Choi Han Sung   |
| Anthony Pho      | Dang Bok        |
| Christophe Tek   | El comandant    |
| Stephen Cafiero  | Léo Duval       |
| Henri Courseaux  | L'ambaixador    |

## Projecte i realització

### Producció
La sèrie s'inspirà en un fet real esdevingut a la dècada de 1980 quan Shin Sang-ok, cineasta sud-coreà, estigué sota les ordres de Kim Jong-il - llavors responsable dels afers culturals de Corea del Nord - i obligat a realitzar pel·lícules de propaganda.

### Rodatge
El rodatge de les escenes asiàtiques es desenvolupà a Tailàndia.